# Andreas Schulte (Musiker)
Andreas Schulte (* 1960) ist ein deutscher Pianist, Sänger und Komponist. Er stammt aus Potsdam.
Andreas Schulte spielt seit mehr als 30 Jahren Klavier und Keyboard. Er ist studierter Musiker, erfolgreicher Sänger und war Mitbegründer der DDR-Popgruppe „Petra Zieger und Smokings“. Mit Der Himmel schweigt gewannen Andreas Schulte und Petra Zieger im Duett 1984 die Goldene Lyra beim Internationalen Song Contest in Bratislava. 1988 gewann sein Song Übermut die „Goldene Woge“ beim Internationalen Musikfestival in Bregenz.
Eher im Hintergrund agierend, komponierte und produzierte Schulte für eine Vielzahl von Künstlern aus dem Bereich Rock und Pop, u. a. für Johnny Logan, Bernhard Brink, The Winners, Elke Martens, Dagmar Frederic, Jennifer Hen und Dan Lucas.
Weiterhin schrieb er Soundtracks für die Serien „Schwarz greift ein“ und „Klinik unter Palmen“ und komponierte den Titelsong für die Leichtathletik-Weltmeisterschaften 1993. Im Jahr darauf erhielt er den ersten Preis im Komponistenwettbewerb des Verbandes deutscher Musikschaffender.
2005 veröffentlichte Schulte sein erstes Solo-Album Zerrissen. Andreas Schulte komponiert weiter für sich und andere Künstler.